# 27 d'octubre
El 27 d'octubre és el tres-centè dia de l'any del calendari gregorià i el tres-cents unè en els anys de traspàs. Queden 65 dies per finalitzar l'any.

## Esdeveniments
Països Catalans
- 1964, Barcelona: primera emissió de televisió en català: La ferida lluminosa de Josep Maria de Sagarra, des dels estudis de Barcelona de TVE.
- 2005, Barcelona: l'ex-senador i pacifista Lluís Maria Xirinacs de 74 anys ingressa a la presó Model de Barcelona, per ordre de l'Audiència Nacional, i el mateix dia és traslladat al Centre Penitenciari de Can Brians a Sant Esteve Sesrovires (el Baix Llobregat).
- 2017,
  - Barcelona: es proclama la República Catalana al Parlament de Catalunya.[1][2]
  - Barcelona: manifestants d'ultradreta espanyola intenta assaltar de manera violenta la redacció de Catalunya Ràdio.[3]

Resta del món
- 312, Roma: Visió de Constantí I el Gran (vegeu Batalla del Pont Milvi).
- 710, Sardenya: Invasió sarraïna de Sardenya.[4]
- 1275, Comtat d'Holanda: Fundació d'Amsterdam.
- 1795 - Monestir de l'Escorial (Comunitat de Madrid): Espanya signa amb els Estats Units el Tractat de Madrid que definia l'aliança entre els dos països i els límits territorials dels Estats Units amb les dues Florides, que eren colònies espanyoles.
- 1807 - Castell de Fontainebleau (Sena i Marne, França): el Regne d'Espanya i el Primer Imperi Francès signen el Tractat de Fontainebleau de 1807 s'acorda el partiment de Portugal en tres regnes i es deixa passar l'exèrcit francès per territori espanyol per a obligar que Portugal participi en el Bloqueig Continental contra el Regne Unit. Provocarà la Guerra del Francès.
- 1979, Saint Vincent i les Grenadines: s'independitza del Regne Unit.
- 1980, Presó de Maze, Belfast, Irlanda del Nord: Set presos de l'IRA Provisional i l'INLA comencen una vaga de fam centrada en les Cinc Demandes i que és un pas més de la protesta de la manta iniciada l'any 1976 i la protesta de la brutícia iniciada el 1978.
- 1985, Charlotte (Carolina del Nord), Carolina del Nord, Estats Units: el guru Osho (Bhagwan Sri Rajnish, 1931-1990), de pas des de l'estat d'Oregon és arrestat quan planejava sortir dels Estats Units amb 10 milions de dòlars en joies.
- 1998, Alemanya: Gerhard Schröder és nomenat canceller.[5]
- 2002, Brasil: Luiz Inácio Lula da Silva és elegit president per la primera vegada.
- 2005, França: Comencen els disturbis del 2005 a França a diferents ciutats, especialment als voltants de París, que acabarien amb un gran nombre de cotxes cremats.[6]
- 2017, Madrid: S'aprova l'aplicació de l'Article 155 de la Constitució Espanyola a Catalunya.[7]

## Naixements
Països Catalans
- 1897 - Barcelona: Josep Trueta i Raspall, metge barceloní (m.1977).[8]
- 1924 - L'Alguer: Antonella Salvietti, escriptora algueresa en llengua catalana (m. 2006).[9]
- 1939 - Maó: Josep Miquel Vidal i Hernández, físic i activista cultural (m. 2013).[10]
- 1945 - València: Ricard Pérez Casado, economista i polític.[11]
- 1987 - Sabadell, Vallès Occidental: Kílian Jornet i Burgada, esquiador de muntanya i corredor de muntanya català.[12]

Resta del món
- 1156 - Sant Geli, Marquesat de Provença: Ramon VI, comte de Tolosa i Melguelh i marquès de Provença.[13]
- 1401 - París: Caterina de Valois, reina consort d'Anglaterra de 1420 a 1422 (m. 1437).[14]
- 1666 - Florència: Giovanna Fratellini, pintora barroca (m. 1731).[15]
- 1728 - Middlesbrough, Regne d'Anglaterra: James Cook, explorador i cartògraf anglès (m. 1779).[16]
- 1782 - Gènova: Niccolò Paganini, violinista, violista, guitarrista i compositor romàntic italià. Es considera un dels més grans violinistes de la història un dels més cèlebres virtuosos del violí (m. 1840).[17]
- 1844 - Göteborg, (Suècia): Klas Pontus Arnoldson, periodista i escriptor suec, Premi Nobel de la Pau de 1908 (m. 1916).[18]
- 1858 - Nova York (els EUA): Theodore Roosevelt, polític, el 26è President dels Estats Units (m. 1919).[19]
- 1885 - Sundsvall: Sigrid Hjertén, pintora sueca, adscrita a l'expressionisme (m. 1948).[20]
- 1889 - Rochesterː Enid Bagnold, novel·lista i dramaturga britànica (m. 1981).[21]
- 1910 - Houston, Texas: Margaret Hutchinson Rousseau, enginyera química (m. 2000).[22]
- 1914 - Swansea, Gal·les (Regne Unit): Dylan Thomas, escriptor gal·lès (m. 1953).[23]
- 1917 - Mbizana, Cap Oriental, Sud-àfrica: Oliver Tambo, polític sud-africà (m. 1993).[24]
- 1922 - 
  - Rubio, Táchira, Veneçuela: Carlos Andrés Pérez, polític veneçolà que fou President de la República (m. 2010).[25]
  - La Victòria, Lima: Victoria Santa Cruz, compositora, coreògrafa i dissenyadora peruana (m. 2014).[26]
- 1923 - Nova York (EUA): Roy Lichtenstein, pintor estatunidenc de Pop Art, artista gràfic i escultor, conegut sobretot per les seves representacions a gran escala de l'art del còmic (m. 1997).[27]
- 1931 - Kafr Tahla (Egipte): Nawal al-Sa'dawi, escriptora, metgessa i activista feminista egípcia, Premi Internacional Catalunya 2003.[28]
- 1932 - Boston (els EUA): Sylvia Plath, escriptora estatunidenca (m. 1963).[29]
- 1934 - Vichy: Jacqueline Dulac és una cantant i lletrista francesa.[30]
- 1936 - Sevilla: Conchita Bautista, cantant i actriu espanyola; primera participant espanyola del Festival d'Eurovisió.[31]
- 1939 - Weston-super-Mare, Comtat de Somerset (Anglaterra): John Cleese, còmic i actor, conegut per la seva participació en el grup britànic d'humoristes Monty Python.[32]
- 1944 - París: Fernando Ocáriz Braña, prelat espanyol.[33]
- 1946 - Bell Ville, Córdoba, Argentina: Sandra Díaz, ecòloga argentina.[34]
- 1947 - Berlín, Alemanya: Gunter Demnig, artista, creador del memorial Stolpersteine.[35]
- 1948 - Baltimore, Maryland (els EUA): Bernie Wrightson, dibuixant de còmics especialitzat en el gènere de terror (m. 2017).[36]
- 1950 - Morristown, Nova Jersey: Frances Ann «Fran» Lebowitz, escriptora nord-americana.[37]
- 1952:
  - Castiglion Fiorentino (Itàlia): Roberto Benigni, actor i director de cinema i televisió italià.[38]
  - Chicago, Illinois (EUA): Francis Fukuyama politòleg estatunidenc d'origen japonès.[39]
- 1986 - Staten Island: Christine Evangelista, actriu estatunidenca.
- 1998, Évreux, França: Dayot Upamecano, futbolista francès.

## Necrològiques
Països Catalans
- 1821, Barcelona: Antoni Brusi i Mirabent, llibreter, editor i impressor (n. 1782)
- 1908, Barcelona: Salvador Casañas i Pagès, cardenal i bisbe d'Urgell i de Barcelona, senador i fundador de les Germanes del Sant Àngel Custodi (n. 1835).[40]
- 1939, Tolosa de Llenguadoc, França: Alfons Maseras i Galtés, escriptor, narrador, periodista, traductor, poeta i dramaturg català.[41]
- 1965, Barcelonat: Maria Neus Miró Comas, jurista i advocada catalana.[42]
- 1972, Girona: Esperança Bru Oller, activista cultural que va promoure l'accés de les dones a l'educació, a través de múltiples iniciatives.[43]
- 1990, Barcelona: Xavier Cugat, músic català (n. 1900).[44]
- 2008, Barcelona: Francesc Espriu i Puigdollers, activista polític, pintor i escultor català (n. 1916).[45]
- 2010, Barcelona: Joan Solà i Cortassa, lingüista català, Premi d'Honor de les Lletres Catalanes del 2009 (n. 1940).[46]
- 2014
  - Terrassa: Eduard Blanxart i Pàmies, interiorista, dissenyador i músic català (n. 1915).[47]
  - València: Víctor Hellín i Sol, polític falangista espanyol (n. 1913).[48]

Resta del món
- 939, Gloucester, Anglaterra: Etelstan, rei d'Anglaterra.[49]
- 1485, Heidelberg, Alemanya: Rudolf Agricola, humanista frisó (n. 1444).[50]
- 1527, Basilea, Suïssa: Johann Froben, impressor i humanista suís, editor d'Erasme de Rotterdam (n. 1460).[51]
- 1553, Ginebra, Suïssa: Miquel Servet, humanista, teòleg i científic aragonès d'abast universal (n. 1511).[52]
- 1700, Soligny-la-Trappe: Armand Jean Le Bouthillier de Rancé, religiós francès, fundador dels trapencs (n. 1626).[53]
- 1761 - Pàdua: Carlo Lodoli, arquitecte, matemàtic i clergue franciscà (n. 1690).[54]
- 1858, Viena: Ida Pfeiffer, viatgera austríaca i una de les primeres exploradores europees (n. 1797).[55]
- 1938, Ashton-upon-Mersey, Anglaterra: Lascelles Abercrombie, dramaturg, poeta i crític britànic.[56]
- 1967 - Montevideo, Uruguai: Marta Brunet, escriptora xilena (n. 1897).[57]
- 1968, 
  - Zarautz, País Basc: Mateo Múgica, un clergue basc, bisbe de Vitòria (n. 1870).[58]
  - Cambridge, Anglaterra: Lise Meitner, física austríaca d'origen jueu, nacionalitzada sueca (n. 1878).[59]
- 1969 - Buenos Aires, Argentina: Jaume Pahissa i Jo, compositor i director d'orquestra català (n. 1880).[60]
- 1973, Pontrilas, Herefordshire: Norman Allin, cantant d'òpera de la corda de baix (n. 1973).[61]
- 1975, Ferrolː Ángela Ruiz Robles, mestra, escriptora i inventora del primer llibre electrònic (n. 1895).[62]
- 1979 - París: Germaine Lubin, soprano dramàtica francesa (n. 1890).[63]
- 1990:
  - París: Jacques Demy, director de cinema francès (n. 1931).[64]
  - Roma: Ugo Tognazzi, actor italià (n. 1927).[65]
- 1991, Itteringham, Norfolk, Anglaterra: George Granville Barker, poeta anglès (n. 1913).[66]
- 1999, París: Charlotte Perriand, arquitecta i dissenyadora de mobles francesa (n. 1903).[67]
- 2000, Viena: Walter Berry, baix-baríton austríac (n. 1929).[68]
- 2006: Ghulam Ishaq Khan, president de Pakistan (n. 1915).[69]
- 2007, Saragossa: María Braña de Diego, arqueòloga, mestra i conservadora de museus espanyola[70] (n. 1912).
- 2010, El Calafate, Argentina: Néstor Kirchner, President de la Nació Argentina (2003-2007) i marit de la que fou presidenta Cristina Fernández de Kirchner (n. 1950).[71]
- 2012, Dresden, Alemanya: Hans Werner Henze, compositor alemany (n. 1926).[72]
- 2013, Long Island, Nova York: Lou Reed, poeta, cantant i músic de l'escena underground (n. 1942).[73]

- 2015:
  - Noriyoshi Ohrai, il·lustrador japonès (n. 1935)
  - São Paulo: Ada Chaseliov, actriu brasilera[74] (n. 1952).

## Festes i commemoracions
- Santoral:
  - sants Evarist I, papa;
  - Frumenci d'Etiòpia, bisbe;
  - Vicenç, Sabina i Cristeta d'Àvila, màrtirs;
  - beata Encarnación Rosal, fundadora de les Filles del Sagrat Cor Betlemites;
  - beat Bartomeu de Breganze, bisbe i fundador de la Milícia de Jesucrist.
- Dia del Corrector[75]